# Independencia mediática
La independencia mediática es la ausencia de control e influencia externos sobre una institución o individuo que trabaja en los medios. Es una medida de la propia capacidad de "tomar decisiones y actuar de acuerdo a su propia lógica", y distingue los medios de comunicación independientes de los medios estatales. 
El concepto de independencia de los medios a menudo ha sido cuestionado como un principio normativo en la política de los medios y el periodismo. Nick Couldry considera que las transformaciones digitales tienden a comprometer a la prensa como bien común (con un desdibujamiento de la diferencia entre periodismo y publicidad, por ejemplo) por la dinámica tecnológica, política y social que trae consigo. Por esta razón, algunos autores consideran otras normas (como transparencia y participación) para ser más relevante. 
Dos factores tienden a influir en la independencia de los medios. La disrupción y la crisis en los modelos comerciales que han apoyado a los medios impresos y de radiodifusión durante décadas han dejado a los medios tradicionales más vulnerables a las influencias externas mientras buscan establecer nuevas fuentes de ingresos. En muchas regiones, las medidas de austeridad han llevado a recortes presupuestarios a gran escala de los organismos de radiodifusión de servicio público, desplazando a los empleados y limitando la innovación en la programación.
Un indicador de falta de independencia es el nivel de confianza del público en la credibilidad del periodismo. Según el Barómetro de confianza de Edelman, la confianza en los medios parece estar disminuyendo, lo que refleja la disminución de la confianza en el gobierno, las empresas y las ONG. Desde 2012, los medios en línea se han vuelto cada vez más populares, ganando confianza en todo el mundo, pero para Mindi Chahal, la conciencia sobre el riesgo de noticias falsas, burbujas de filtro y algoritmos ha comenzado a cambiar la percepción de la credibilidad de información en línea. Anya Schiffrin dice que a pesar del optimismo inicial que las redes sociales reducirían tales tendencias al permitir una participación ciudadana más amplia en los medios, hay señales crecientes de que las redes sociales son igualmente susceptibles a la captura del regulador y polarización política, lo que impacta aún más en la confianza que los usuarios pueden tener hacia la información en estas plataformas.
Los reguladores de los medios influyen en la independencia editorial de los medios, que todavía está profundamente entrelazada con influencias y presiones políticas y económicas. Los medios privados, que funcionan fuera del control de los gobiernos y con una regulación oficial mínima, siguen dependiendo del apoyo publicitario, lo que corre el riesgo de un posible uso indebido de los anunciantes como herramienta política por parte de los grandes anunciantes, como los gobiernos.
Las nuevas tecnologías han agregado un nuevo significado a lo que constituye la independencia de los medios. La recopilación, selección, agregación, síntesis y procesamiento de datos se delegan ahora cada vez más a formas de automatización. Si bien el intercambio de publicaciones en las redes sociales es crucial para elevar la importancia de ciertas fuentes de noticias o historias, lo que aparece en los feeds de noticias individuales en plataformas como Facebook o agregadores de noticias como Google Noticias es el producto de otras fuerzas también. Esto incluye cálculos algorítmicos, que eliminan el juicio editorial profesional, a favor de patrones de consumo pasados por parte del usuario individual y su red social. En 2016, los usuarios declararon preferir los algoritmos a los editores para seleccionar las noticias que querían leer. A pesar de la aparente neutralidad, los algoritmos a menudo pueden comprometer la integridad editorial y se ha descubierto que conducen a la discriminación de las personas en función de su raza, situación socioeconómica y ubicación geográfica.